# Allan Marat
Allan Marat (* 28. September 1954) ist ein  papua-neuguineischer Politiker. Er war in der Regierung von Premierminister Michael Somare von August 2007 bis Mai 2010 Minister für Justiz und Generalstaatsanwalt.
Vom 5. August 2002 bis zum 12. November 2003 war Marat Vizepremierminister und 2008 amtierender Generalgouverneur."
Bis zu seinem Sturz Anfang Oktober 2003 war Marat Führer der People’s Progress Party. Er ist jetzt Mitglied der Melanesian Liberal Party.
Im Mai 2010 äußerte sich Allan Marat kritisch über den Nutzen eines Großprojekt zur Erdgasförderung für die Bevölkerung und  die einheimischen Unternehmen und über die Pläne Somares, einer weithin angesehenen Ombudsmann-Kommission Kompetenzen bei der Korruptionsbekämpfung zu entziehen. Michael Somare forderte ihn auf, sofort zurückzutreten, was er auch
tat. Als Folge des Rücktritts informierte Marat Somare, dass seine Melanesian Liberal Party die „Beziehungen mit der Regierung“ abbrechen würde. Er wurde als Generalstaatsanwalt und Justizminister durch Ano Pala ersetzt. Im August 2011, nach der Wahl von Peter O’Neill zum Premierminister, wurde Marat erneut Justizminister und Generalstaatsanwalt. Zusammen mit Vizepremierminister Belden Namah wurde Marat am 14. November 2011 auf Anordnung des Obersten Gerichtshofs verhaftet. Man warf den beiden vor, eine Untersuchung über die Veruntreuung von Gerichtsgeldern behindert zu haben.
Marat war der erste Papua-Neuguineer, der an der University of Oxford den akademischen Grad Doktor der Rechte
erlangte.